# Szentegát
Szentegát è un comune dell'Ungheria di 418 abitanti (dati 2008) situato nella contea di Baranya, regione Transdanubio Meridionale